# Baza (film 1999)
Baza (tytuł oryg. The Base) – amerykański film akcji z 1999 roku. Film został wydany na potrzeby rynku wideofonicznego i doczekał się sequela: Bazy 2 z Antonio Sabato Jr. w roli głównej.
Hasło reklamowe filmu to: Jeden mężczyzna. Najsilniejszy z armii. Zdjęcia kręcono w Kalifornii – w Los Angeles i w Victorville (w Bazie Sił Lotniczych).

## Opis fabuły
Oficer prowadzi młodych komandosów do walki z narkotykowym półświatkiem.